# جونگ یی
جونگ یی (کره‌ای: 정이؛ انگلیسی: JUNG_E) یک فیلم علمی تخیلی محصول کره جنوبی سال ۲۰۲۳ به کارگردانی و نویسندگی یون سانگ-هو و با بازی کانگ سو-یون، کیم هیون جو و ریو کیونگ-سو است. این فیلم آخرین فیلمی بود که بازیگر کانگ سو-یون در آن ایفای نقش کرد و او پیش از انتشار این فیلم درگذشت. جونگ یی در ۲۰ ژانویه ۲۰۲۳ در نتفلیکس منتشر شد.

## خلاصه داستان
فیلم جونگ یی در سال ۲۱۹۴ میلادی واقع شده‌است و زمین در قرن بیست و دوم را به تصویر می‌کشد که به دلیل دگرگونی اقلیم قابل سکونت نیست و انسان‌ها مجبورند در پناهگاهی که برای آنها ساخته شده‌است، زندگی کنند. در این پناهگاه، هرج و مرج می‌شود و جنگ داخلی آغاز می‌شود.

## بازیگران
- کانگ سو-یون در نقش یون سو هیون[۶]
  - پارک سو یی در نقش جوانی یون سو هیون[۷]
- کیم هیون جو در نقش جونگ یی[۸]
- ریو کیونگ-سو در نقش سانگ هون[۹]